# Jean-Marc Jaumin
Jean-Marc Jaumin (nacido el 05 de febrero de 1970 (55 años) en Sint Agatha Berchem, Bélgica)  es un exjugador de baloncesto belga. Con 1.84 de estatura, jugaba en la posición de Base. Actualmente es entrenador del Brussels Basketball de la BNXT League.

## Trayectoria
Jaumin es un exjugador de baloncesto formado en el Fleurus Charleroi y en 1990 firmaría en el Sunair Ostende, donde jugaría durante 9 temporadas. Durante su carrera deportiva pasaría por España (Unicaja, Real Madrid Baloncesto y Club Baloncesto Gran Canaria) y tendría una experiencia en Grecia en las filas del AE Apollon Patras, antes de regresar a Bélgica para jugar en el Dexia Mons Hainaut y retirarse en el Sunair Ostende.
Tras retirarse como jugador en 2006, se convierte en asistente durante dos temporadas con BC Oostende, donde más tarde, en 2010 Jaumin se convirtió en entrenador primer entrenador del conjunto belga en el que fue despedido tras la primera temporada. 
En 2012, Jaumin firmó un contrato de un año con Den Helder Kings. En diciembre de 2012, firmó por 4 años más en Den Helder. Tras los primeros ocho partidos de la temporada 2014-15, Jaumin renunció a su puesto después de que Kings no pagara su salario debido a problemas financieros del club. Más tarde regresó, pero el club finalmente se declaró en quiebra.
En 2015, firmó con Lugano Tigers en la LNBA suiza. 
En 2016, Jaumin firmó con Lions de Genève para la temporada 2016-17. 
En abril de 2017, Jaumin firmó como entrenador de Okapi Aalstar, en el que estuvo hasta marzo de 2019.
En la temporada 2019-20, Jaumin firmó con New Heroes Den Bosch.
El 19 de octubre de 2021, firmó con Brussels Basketball de la BNXT League.

## Palmarés
- 2001 Copa Korac. Unicaja.
- 1995 y 2006 Liga de Bélgica. Sunair Ostende.
- 1991, 1997 y 1998 Copa de Bélgica. Sunair Ostende.
- 2006 Jugador Belga del Año. Sunair Ostende.